# Halle Open 2000 - Qualificazioni singolare
Le qualificazioni del singolare dell'Halle Open 2000 sono state un torneo di tennis preliminare per accedere alla fase finale della manifestazione. I vincitori dell'ultimo turno sono entrati di diritto nel tabellone principale. In caso di ritiro di uno o più giocatori aventi diritto a questi sono subentrati i lucky loser, ossia i giocatori che hanno perso nell'ultimo turno ma che avevano una classifica più alta rispetto agli altri partecipanti che avevano comunque perso nel turno finale.
Le qualificazioni del torneo Halle Open 2000 prevedevano 32 partecipanti di cui 4 sono entrati nel tabellone principale.

## Teste di serie
1. Jonas Björkman (primo turno)
2. Ivan Ljubičić (Qualificato)
3. John van Lottum (primo turno)
4. Fredrik Jonsson (secondo turno)

1. Nicklas Kulti (Qualificato)
2. Oscar Burrieza-Lopez (Qualificato)
3. Cristiano Caratti (ultimo turno)
4. Michael Kohlmann (primo turno)

## Qualificati
1. Gabriel Trifu
2. Ivan Ljubičić

1. Nicklas Kulti
2. Oscar Burrieza-Lopez

## Tabellone

### Legenda
| - Q = Qualificato - WC = Wild card - LL = Lucky loser | - ALT = Alternate - SE = Special Exempt - PR = Protected Ranking | - w/o = Walkover - r = Ritirato - d = Squalificato |

### Sezione 1
|  | Primo turno            | Primo turno            | Primo turno            | Primo turno | Primo turno |  |  | Secondo turno    | Secondo turno    | Secondo turno    | Secondo turno | Secondo turno |   |   | Ultimo turno     | Ultimo turno     | Ultimo turno     | Ultimo turno | Ultimo turno |  |
|  |                        |                        |                        |             |             |  |  |                  |                  |                  |               |               |   |   |                  |                  |                  |              |              |  |
|  |                        | Lars Burgsmüller       | Lars Burgsmüller       | 6           | 6           |  |  |                  |                  |                  |               |               |   |   |                  |                  |                  |              |              |  |
|  | 1                      | Jonas Björkman         | Jonas Björkman         | 3           | 4           |  |  | Lars Burgsmüller | Lars Burgsmüller | Lars Burgsmüller | 6             | 6             |   |   |                  |                  |                  |              |              |  |
|  | Karsten Braasch        | Karsten Braasch        | Karsten Braasch        | 7           | 7           |  |  | Karsten Braasch  | Karsten Braasch  | Karsten Braasch  | 3             | 4             |   |   |                  |                  |                  |              |              |  |
|  | Giovanni Lapentti      | Giovanni Lapentti      | Giovanni Lapentti      | 5           | 5           |  |  |                  |                  |                  |               |               |   |   | Lars Burgsmüller | Lars Burgsmüller | Lars Burgsmüller | 3            | 4            |  |
|  | Gabriel Trifu          | Gabriel Trifu          | Gabriel Trifu          | 6           | 7           |  |  |                  |                  | Gabriel Trifu    | Gabriel Trifu | Gabriel Trifu | 6 | 6 |                  |                  |                  |              |              |  |
|  | Jean-François Bachelot | Jean-François Bachelot | Jean-François Bachelot | 3           | 64          |  |  | Gabriel Trifu    | Gabriel Trifu    | Gabriel Trifu    | 7             | 7             |   |   |                  |                  |                  |              |              |  |
|  |                        | Paul Kilderry          | Paul Kilderry          | 7           | 6           |  |  | Paul Kilderry    | Paul Kilderry    | Paul Kilderry    | 64            | 63            |   |   |                  |                  |                  |              |              |  |
|  | 8                      | Michael Kohlmann       | Michael Kohlmann       | 69          | 2           |  |  |                  |                  |                  |               |               |   |   |                  |                  |                  |              |              |  |

### Sezione 2
|  | Primo turno   | Primo turno       | Primo turno    | Primo turno | Primo turno |  |  | Secondo turno | Secondo turno     | Secondo turno     | Secondo turno     | Secondo turno |   |   | Ultimo turno | Ultimo turno  | Ultimo turno | Ultimo turno | Ultimo turno |  |
|  |               |                   |                |             |             |  |  |               |                   |                   |                   |               |   |   |              |               |              |              |              |  |
|  | 2             | Ivan Ljubičić     | Ivan Ljubičić  | 6           | 6           |  |  |               |                   |                   |                   |               |   |   |              |               |              |              |              |  |
|  |               | Dejan Petrović    | Dejan Petrović | 3           | 4           |  |  | 2             | Ivan Ljubičić     | 6                 | 64                | 6             |   |   |              |               |              |              |              |  |
|  | Igor Gaudi    | Igor Gaudi        | 4              | 6           | 7           |  |  |               | Igor Gaudi        | 4                 | 7                 | 1             |   |   |              |               |              |              |              |  |
|  | Gérard Solvès | Gérard Solvès     | 6              | 3           | 65          |  |  |               |                   |                   |                   |               |   |   | 2            | Ivan Ljubičić | 6            | 4            | 6            |  |
|  | Björn Phau    | Björn Phau        | Björn Phau     | 7           | 6           |  |  |               |                   | 7                 | Cristiano Caratti | 3             | 6 | 4 |              |               |              |              |              |  |
|  | Franz Stauder | Franz Stauder     | Franz Stauder  | 5           | 4           |  |  |               | Björn Phau        | Björn Phau        | 2                 | 2             |   |   |              |               |              |              |              |  |
|  | 7             | Cristiano Caratti | 62             | 6           | 6           |  |  | 7             | Cristiano Caratti | Cristiano Caratti | 6                 | 6             |   |   |              |               |              |              |              |  |
|  |               | Daniele Bracciali | 7              | 3           | 2           |  |  |               |                   |                   |                   |               |   |   |              |               |              |              |              |  |

### Sezione 3
|  | Primo turno     | Primo turno     | Primo turno     | Primo turno | Primo turno |  |  | Secondo turno | Secondo turno   | Secondo turno   | Secondo turno | Secondo turno |   |   | Ultimo turno | Ultimo turno  | Ultimo turno  | Ultimo turno | Ultimo turno |  |
|  |                 |                 |                 |             |             |  |  |               |                 |                 |               |               |   |   |              |               |               |              |              |  |
|  |                 | Željko Krajan   | Željko Krajan   | 7           | 6           |  |  |               |                 |                 |               |               |   |   |              |               |               |              |              |  |
|  | 3               | John van Lottum | John van Lottum | 6(1)        | 4           |  |  | Željko Krajan | Željko Krajan   | Željko Krajan   | 69            | 63            |   |   |              |               |               |              |              |  |
|  | Ivo Heuberger   | Ivo Heuberger   | Ivo Heuberger   | 6           | 7           |  |  | Ivo Heuberger | Ivo Heuberger   | Ivo Heuberger   | 7             | 7             |   |   |              |               |               |              |              |  |
|  | Paul Baccanello | Paul Baccanello | Paul Baccanello | 4           | 65          |  |  |               |                 |                 |               |               |   |   |              | Ivo Heuberger | Ivo Heuberger | 2            | 4            |  |
|  | Alexander Waske | Alexander Waske | Alexander Waske | 6           | 6           |  |  |               |                 | 5               | Nicklas Kulti | Nicklas Kulti | 6 | 6 |              |               |               |              |              |  |
|  | Davor Grgic     | Davor Grgic     | Davor Grgic     | 4           | 4           |  |  |               | Alexander Waske | Alexander Waske | 6             | 4             |   |   |              |               |               |              |              |  |
|  | 5               | Nicklas Kulti   | Nicklas Kulti   | 6           | 6           |  |  | 5             | Nicklas Kulti   | Nicklas Kulti   | 7             | 6             |   |   |              |               |               |              |              |  |
|  |                 | Sebastian Linda | Sebastian Linda | 4           | 2           |  |  |               |                 |                 |               |               |   |   |              |               |               |              |              |  |

### Sezione 4
|  | Primo turno             | Primo turno             | Primo turno             | Primo turno | Primo turno |  |  | Secondo turno | Secondo turno        | Secondo turno | Secondo turno        | Secondo turno |   |   | Ultimo turno | Ultimo turno | Ultimo turno | Ultimo turno | Ultimo turno |  |
|  |                         |                         |                         |             |             |  |  |               |                      |               |                      |               |   |   |              |              |              |              |              |  |
|  | 4                       | Fredrik Jonsson         | Fredrik Jonsson         | 7           | 6           |  |  |               |                      |               |                      |               |   |   |              |              |              |              |              |  |
|  |                         | Jan Boruszewski         | Jan Boruszewski         | 63          | 1           |  |  | 4             | Fredrik Jonsson      | 6             | 4                    | 3             |   |   |              |              |              |              |              |  |
|  | Yves Allegro            | Yves Allegro            | Yves Allegro            | 7           | 7           |  |  |               | Yves Allegro         | 3             | 6                    | 6             |   |   |              |              |              |              |              |  |
|  | Kirill Ivanov-Smolensky | Kirill Ivanov-Smolensky | Kirill Ivanov-Smolensky | 68          | 62          |  |  |               |                      |               |                      |               |   |   |              | Yves Allegro | 6            | 5            | 68           |  |
|  | Donald Johnson          | Donald Johnson          | Donald Johnson          | 6           | 6           |  |  |               |                      | 6             | Oscar Burrieza-Lopez | 3             | 7 | 7 |              |              |              |              |              |  |
|  | Olivier Mutis           | Olivier Mutis           | Olivier Mutis           | 1           | 4           |  |  |               | Donald Johnson       | 4             | 7                    | 3             |   |   |              |              |              |              |              |  |
|  | 6                       | Oscar Burrieza-Lopez    | Oscar Burrieza-Lopez    | 6           | 6           |  |  | 6             | Oscar Burrieza-Lopez | 6             | 65                   | 6             |   |   |              |              |              |              |              |  |
|  |                         | Denis Golovanov         | Denis Golovanov         | 2           | 2           |  |  |               |                      |               |                      |               |   |   |              |              |              |              |              |  |